# شهرستان تیاندنگ
تیاندنگ (به لاتین: Tiandeng County) یک شهرستان در جمهوری خلق چین است که در چانگژاو واقع شده‌است.

## خصوصیات
تیاندنگ ۲٬۱۷۵ کیلومترمربع مساحت و ۴۵۱٬۶۰۰ نفر جمعیت دارد و ۴۴۸ متر بالاتر از سطح دریا واقع شده‌است.